# Kapunda
Kapunda je město v Jižní Austrálii ležící na řece Light River nedaleko údolí Barossa. Založeno bylo roku 1842 poté, co byla v oblasti objevena bohatá naleziště mědi. V roce 2016 mělo město 2 917 obyvatel. Na jižním konci města je od roku 1988 umístěna osmimetrová socha zvaná Map the Miner. V červnu 2006 byla socha zničena ohněm, ale byla obnovena.

## Historie

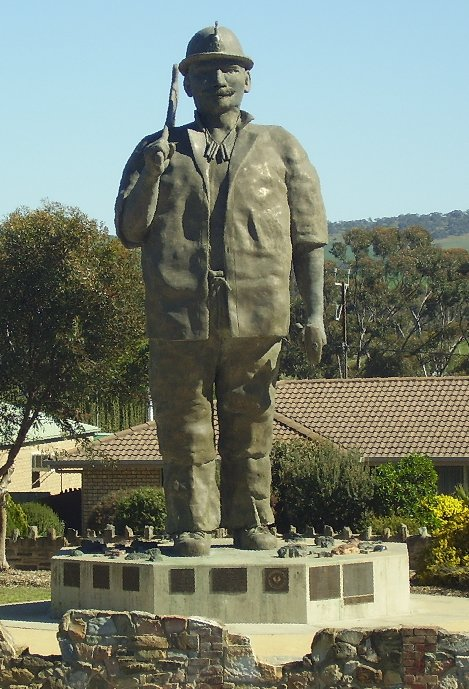
Socha Map the Miner

Dva chovatelé ovcí, Francis Dutton a Charles Bagot, objevili v oblasti v roce 1842 ložiska měděné rudy. Zakoupili kolem výběhu ovci 80 hektarů půdy a po dobrém výsledku testů na počátku roku 1844 započali s těžbou. Těžba začala odstraněním povrchové rudy a na konci roku pokračovala těžbou pod zemí. Měď se zde těžila až do roku 1879. V okolí města byly také lomy na těžbu jemného mramoru v barvě od tmavě modré po bílou. Mramor z těchto lomů byl použit na čelní straně budovy parlamentu v Adelaide či byl spolu se sicilským mramorem použit na výrobu podstavce sochy Venuše na North Terrace v Adelaide.
Měděná ruda byla původně exportována do velšského Swansea, později se však velšské hutě přestěhovaly do Jižní Austrálie, a od roku 1851 byla ruda zpracována lokálně. Mnoho horníků pocházelo z hrabství Cornwall a Walesu. Do oblasti také přišli Irové a lidé z Anglie i ze Skotska. Němečtí zemědělci v nedaleko ležícím Bethelu již žili. S postupující hloubkou se podzemní těžba stávala obtížnější. V roce 1847 byl nainstalován parní stroj k pohánění vodního čerpadla. Tento parní stroj byl v roce 1851 nahrazen větším zařízením. V souvislosti se zlatou horečkou ve Victorii se těžba v roce 1851 zastavila a obnovena byla roku 1855. V roce 1865 si důl pronajala skotská společnost, která přešla k otevřeným těžebním metodám a hutě nahradila jinou metodou zpracování (vaření rudy se solí za účelem výroby chloridu měďnatého). V roce 1877 spadla cena mědi a což vedlo k uzavření dolu v roce 1879.

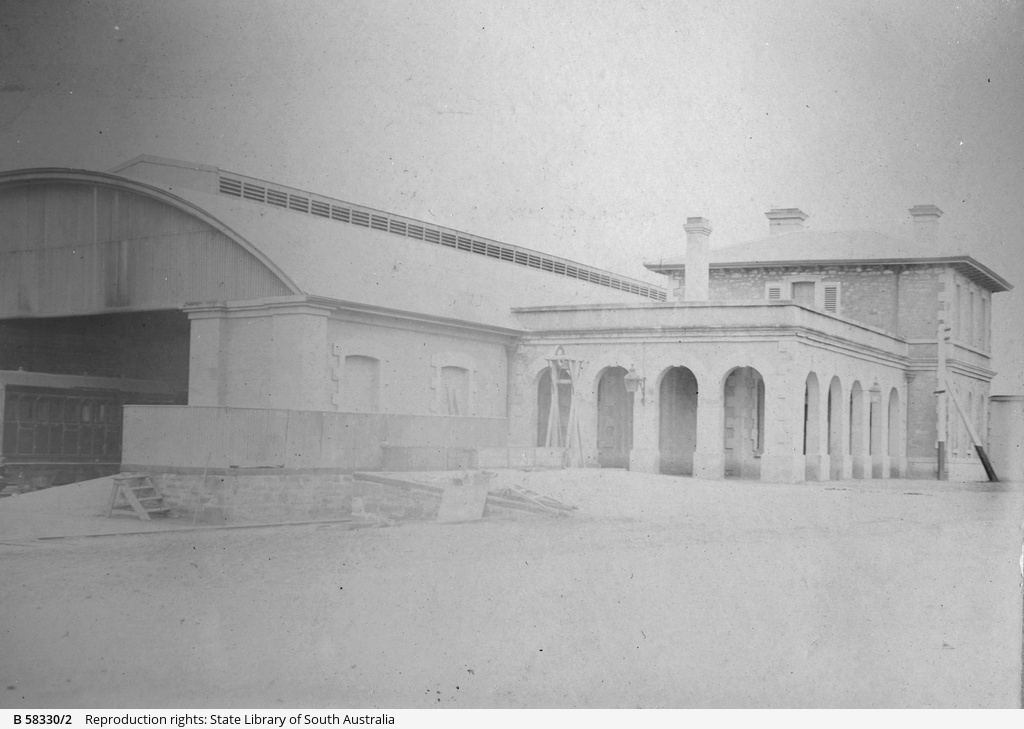
Železniční stanice v Kapundě, 1908

V roce 1860 byl otevřena železniční trať vedoucí do Adeilade, která byla roku 1878 prodloužena do Eudundy a Morganu. V roce 1865 byl založen Corporate Town of Kapunda jako místní správní orgán a v následujícím roce byla pro správu okolí zřízena Okresní rada Kapundy (District Council of Kapunda). V roce 1866 byl ve městě postaven baptistický kostel.
Kapunda byla domovem několika významných výrobců zemědělských a těžebních strojů. Patřil k nim například Robert Cameron, Joseph Mellors, James Row a bratři Adamsonovi. V Kapundě žila i silná katolická komunita. Město navštívila Mary MacKillopová a založila zde klášter. St John's Reformatory for Girls fungoval od roku 1897 do roku 1909. V roce 1938 byl postaven druhý katolický kostel, který nahradil kostel z roku1866 navržený Edmundem Wrightem a E. J. Woodsem. Nový kostel byl v novorománském slohu navržen Herbertem Jorym.
Ve městě sídlilo několik novin. The Kapunda Herald (v letech 1860 až 1863 známý pod názvem Northern Star a v letech 1864 až 1878 jako Kapunda Herald and Northern Ingelligencer) ve městě vycházel do roku 1951, kdy se sloučil s Barossa News. Nadále vycházel pod názvem Barossa and Light Herald. Farmers' Weekly Messenger byl v období od 4. dubna 1874 do 27. září 1878 vydáván Ebenezerem Wardem.

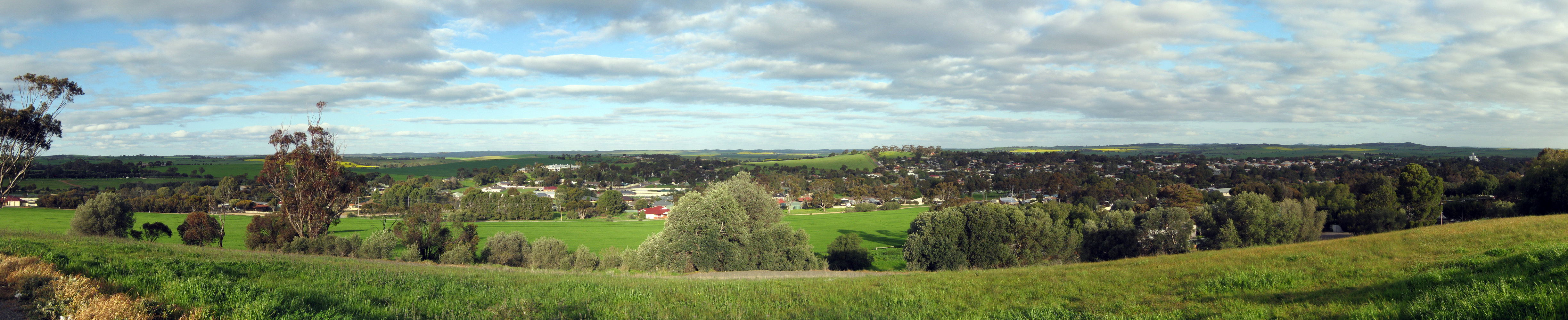
Panorama města

## Významní rodáci
- Vivian Bullwinkelová – armádní zdravotní sestra sloužící během druhé světové války
- Albert Hawke – bývalý premiér Západní Austrálie
- Rosanne Hawke – australská spisovatelka pro děti a mládež
- Alice Grant Rosmanová – australská spisovatelka

## Fotogalerie

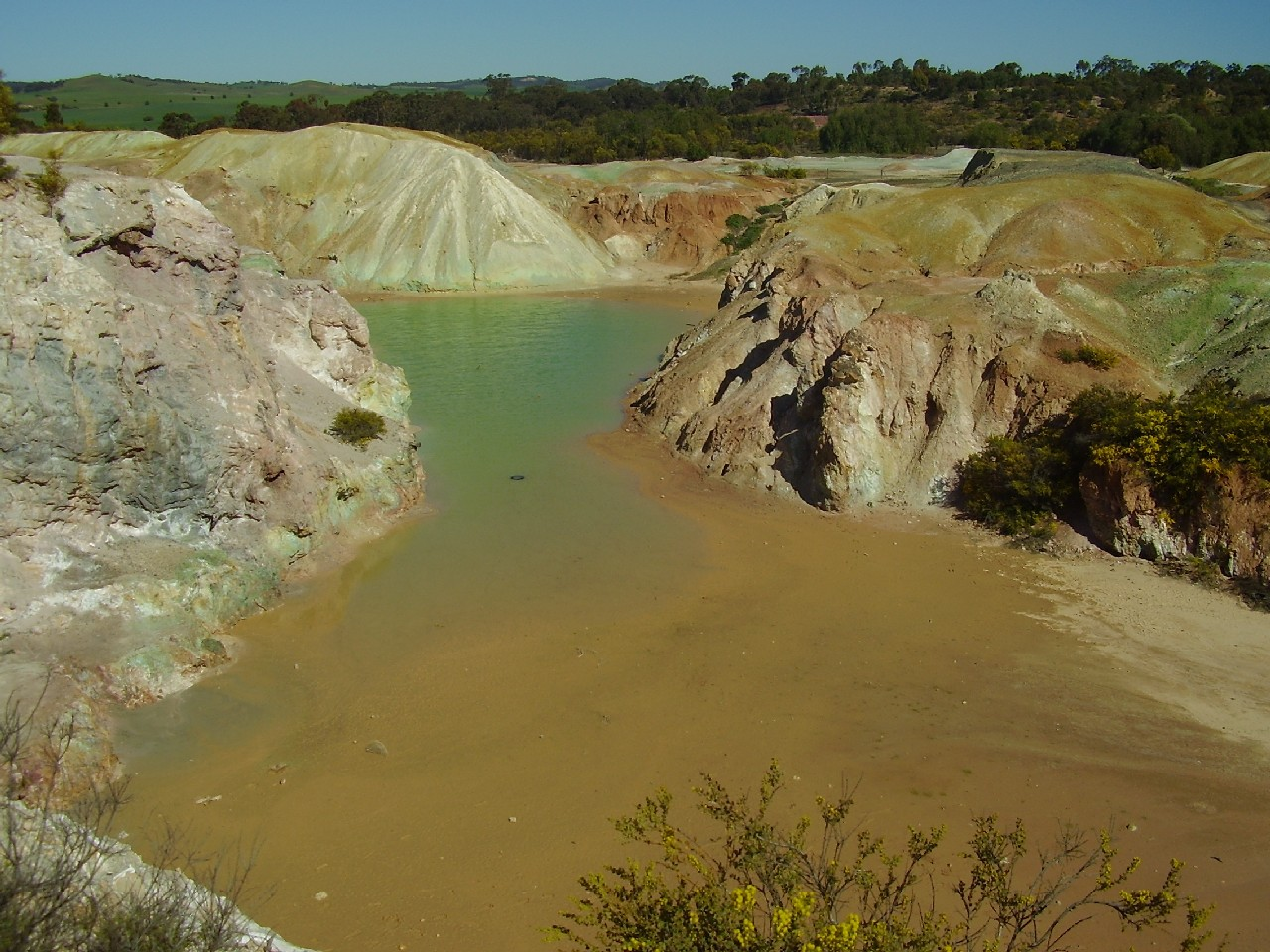
Otevřený důl v Kapundě, který je součástí muzea
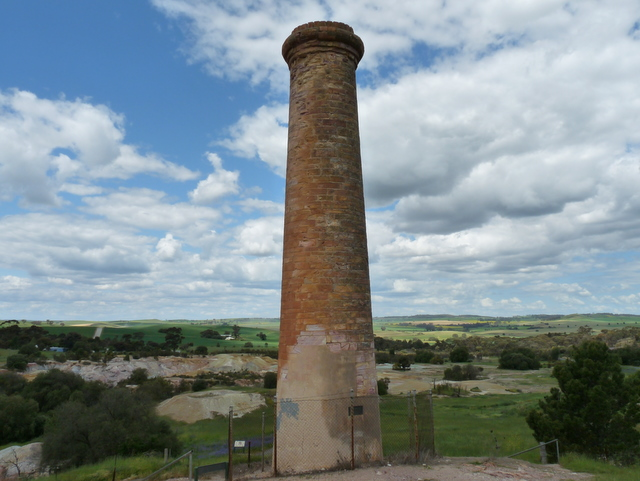
Komín bývalého měděného dolu